# Germanske vojne
Germanske vojne so poimenovanje za vojne med Rimskim cesarstvom ter germanskimi plemeni, ki so živeli severno od Rimskega imperija. Narava teh vojn se je sčasoma spreminjala med rimskimi osvajanji, upori germanskih plemen, kasnejšimi germanskimi invazijami na Zahodno rimsko cesarstvo, ki so se začele konec drugega stoletja pred našim štetjem in še več. Vrsta konfliktov je bila eden od dejavnikov, ki je leta 476 privedel do končnega propada rimskega cesarstva, zlasti  Zahodnega rimskega cesarstva in antičnega Rima na splošno.